# Olivia de Palermo
Oliva de Palermo (en sicilianoː Uliva) (Palermo, s. V o X- Túnez), también conocida como Oliva, Olivia o Al Zaytuna (en árabeː الزيتونة), fue una mártir siciliana, considerada santa por la Iglesia católica y venerada con respeto por los musulmanes. Es venerada el 10 de junio, en Palermo, Cartago y Túnez.

## Hagiografía
Olivia probablemente nació en Palermo, Thema de Sicilia, entonces provincia bizantina, en el siglo X. Algunos autores datan su nacimiento en el 906. Otros autores fechan su vida en el siglo V.

### Destierro y vida religiosa
Cuando los sarracenos tomaron Sicilia, en el siglo X, deportaron a algunos sicilianos a Túnez, entre ellos Olivia, que se afirma podría haber tenido 13 años cuando sucedió esto.
Una vez allí, Olivia se dedicó a la predicación y a la conversión de algunos musulmanes Molestos con su proceder, sus captores la abandonaron en un bosque. Allí fue "rescatada" por unos cazadores que la convirtieron en su esclava, pero posteriormente se atribuye a Olivia, la conversión de sus amos al cristianismo.

### Martirio
Molestos con sus acciones, de nuevo, las autoridades tomaron medidas. Olivia encontró la muerte en los desiertos de Túnez. Se afirma que fue flagelada, descoyuntada, descarnada con un rastrillo y sumergida en aceite hirviendo. Olivia falleció en el siglo X, o V, según la fuente que cuente su vida.

## Onomástico y culto público

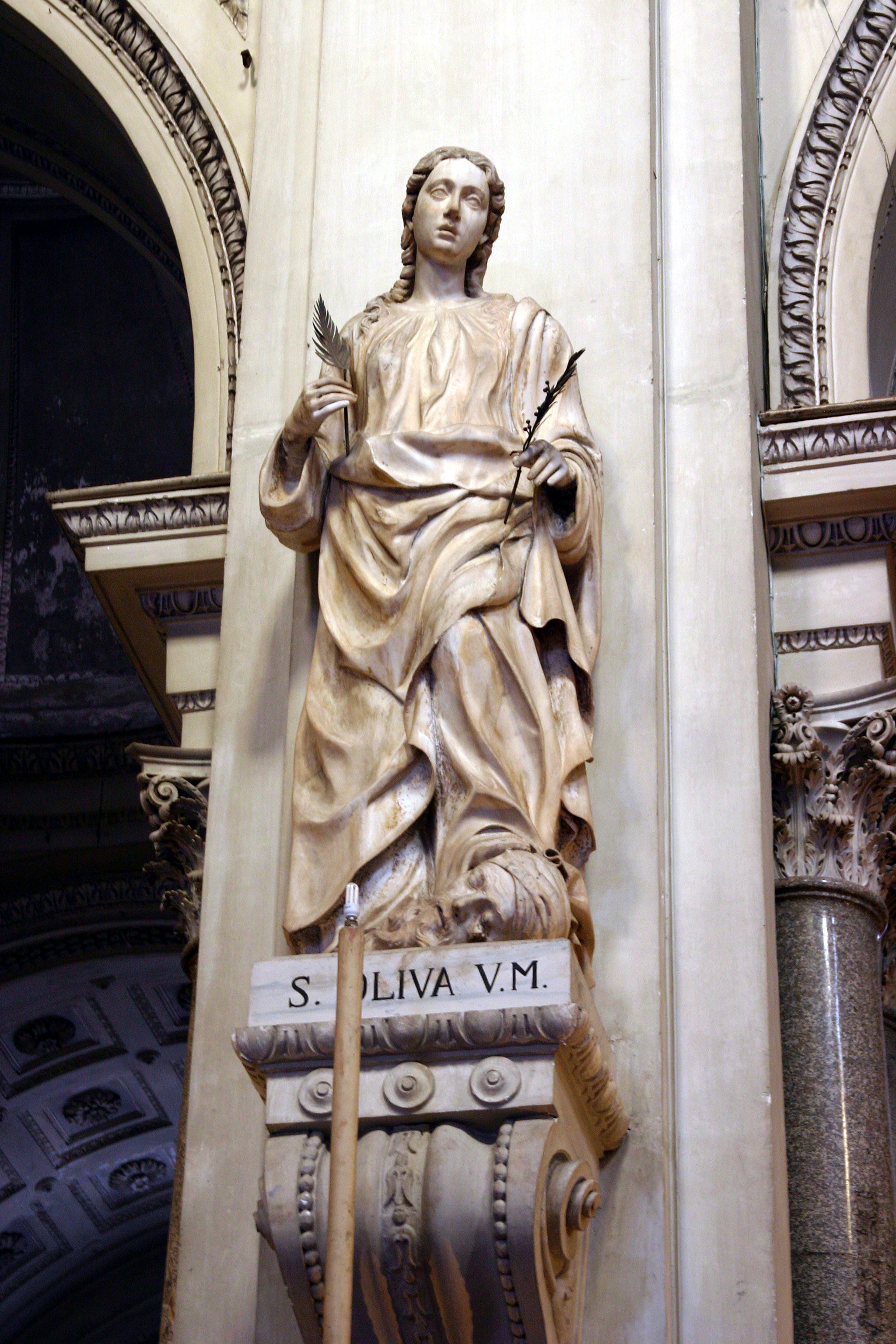
Olivia en la Catedral de Palermo.

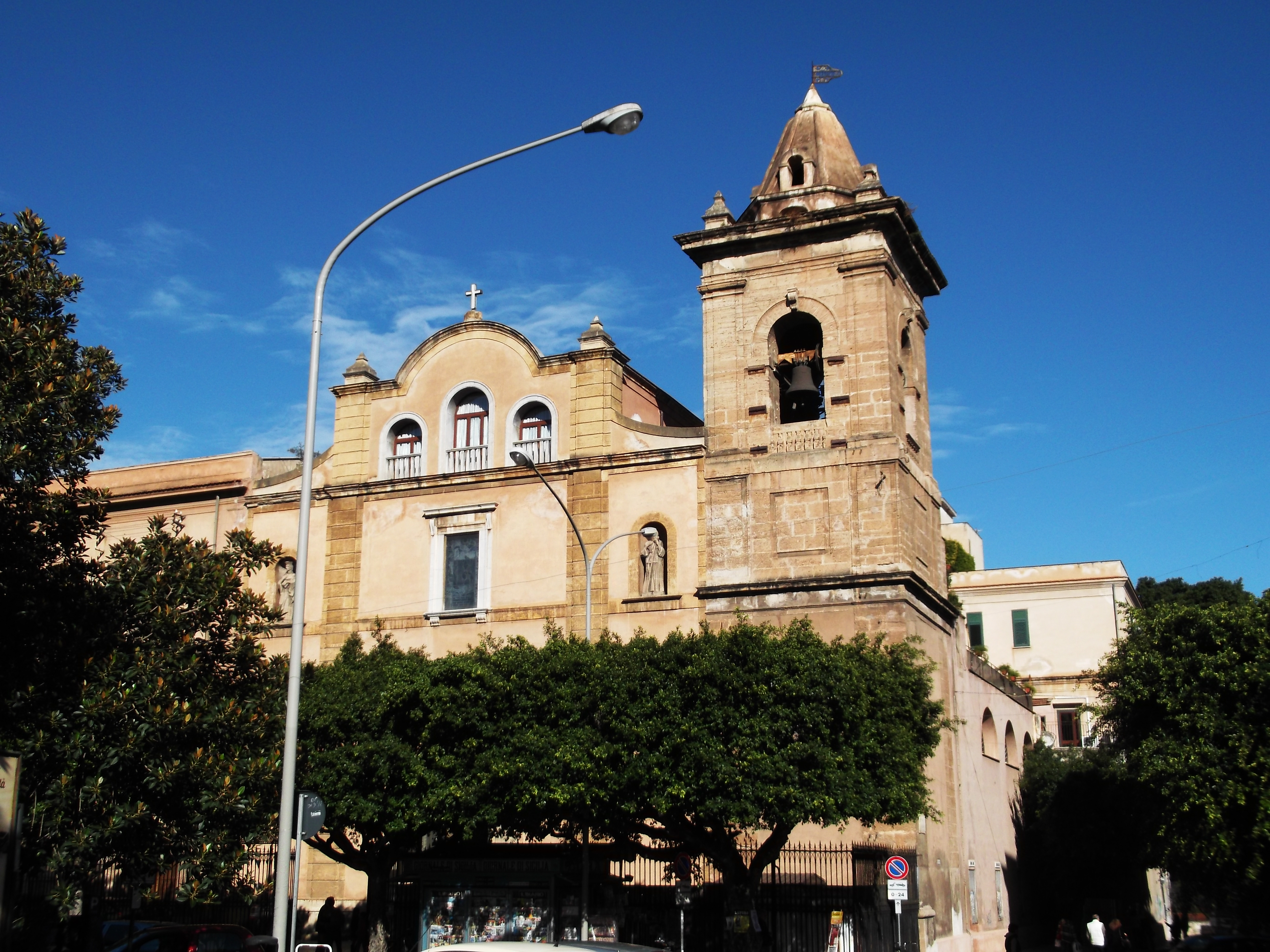
La Iglesia de San Francisco de Paula, en Palermo, donde estaba la antigua Iglesia de Santa Olivia

Olivia es venerada por Túnez, Cartago y Sicilia, el 10 de junio. Tiene una mezquita en su honor, la Mezquita de Olivia, o Mezquita Zitouna, en Túnez. y los tunecinos y musulmanes en general le tienen mucho respeto. Se suele decir que el que habla mal de Olivia recibe de parte de Dios un castigo eterno, o que la profanación de sus restos genera problemas.
Sus restos reposan en la Catedral de Palermo, gracias a los franciscanos que trasladaron sus restos de Túnez a Sicilia, en 1500.

### Culto en la Italia Católica
Se considera a Olivia, patrona de Palermo. Fue elegida como tal el 5 de junio de 1606, por el senado de Palermo, junto a Ágata, Cristina y Ninfa. Su fiesta fue instituida por el cardenal Giannettino Doria, en 1611.
A pesar de su veneración, su culto decayó por la posterior declaración de Rosalía como patrona de la ciudad, por el descubrimiento presunto de sus restos, y porque se le atribuyó haber alejado una plaga en Palermo, en 1624. Actualmente, se le retiró del santoral local.

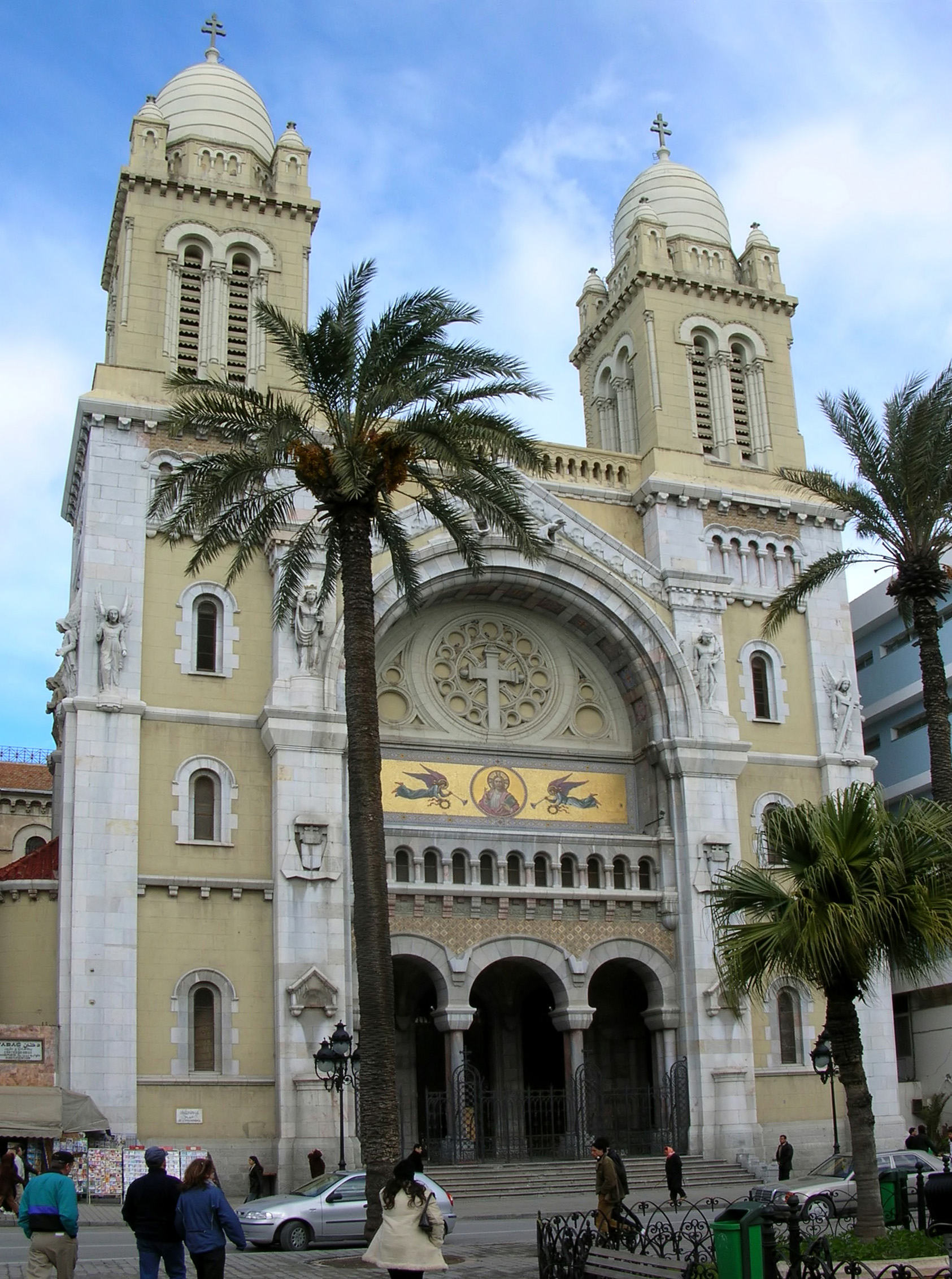
Catedral cristiana de San Vicente de Paul y Olivia, en Túnez.

Es así mismo la patrona de Trivigliano, comuna italiana.

### Culto en el mundo musulmán
A Olivia se le venera igualmente en el mundo musulmán. La mezquita del Olivo o Al-Zaytuna, está ubicada en Túnez. Fue construida en el siglo VIII, por los fatimíes, existiendo la creencia de que fue erigida en el lugar donde crecía un olivo. Las fuentes más confiables describen que se construyó allí por la creencia de que su tumba se encontraba en el terreno.
Las leyendas atribuidas a Olivia están tan arraigadas en los lugareños que se cree que profanar sus restos (que se sabe que no están en Túnez, sino en Palermo) ocurrirán desgracias a la personas que consuma la profanación. También afirman que de volver los restos a Túnez, la consecuencia de que regresen será el fin del Islam. En contraste está la creencia de que cuando los restos sean extraídos de Palermo, el fin del Islam habrá llegado.

## Controversia sobre su vida
Se afirman que su vida fue una leyenda, pues no existen registros históricos fieles, por lo que la gente pudo confundir erróneamente su leyenda con una hagiografía. Todos los datos que se atribuyen a ella son tentativos.
Algunas fuentes fechan su vida en el siglo V, por las condiciones sociopolíticas de la región, y por el relato que se cuenta de ella, mientras que otros fechan su vida en los primeros años del siglo X.